# Козлукьой (дем Еордея)
Вижте пояснителната страница за други значения на Козлукьой.
Козлукьой или Кузлукьой (на гръцки: Καρυοχώρι, Кариохори, катаревуса: Καρυοχώριον, Кариохорион, до 1927 година Κοζλούκιοϊ, Козлукьой) е село в Егейска Македония, Гърция, част от дем Еордея, област Западна Македония.

## География
Селото е разположено на 710 m надморска височина, на 10 km източно от Кайляри (Птолемаида), в подножието на планината Каракамен (Вермио).

## История

### В Османската империя
В края на XIX век Козлукьой е турски чифлик. В 1889 година Стефан Веркович („Топографическо-этнографическій очеркъ Македоніи“) пише за Козлукьой:
| „ | В същата равнина на четвърт час от последното село [Требища], недалече от същата река се намира мохамеданското село Козлукьой с 36 къщи и 73 нуфузи. Данъкът им е 3650 пиастри. Има много мелници и градини с орехови дървета. Има 1 джамия. | “ |

Според статистиката на Васил Кънчов („Македония. Етнография и статистика“) в 1900 година Козлу Кьой има 610 жители турци.
На Етнографската карта на Битолския вилает на Картографския институт в София от 1901 година Козлукьой е чисто турско село в Кайлярската каза на Серфидженския санджак със 130 къщи.
Според статистика на Серфидженския санджак на гръцкото консулство в Еласона от 1904 година в Кослукьой (Κούσλουκιοϊ), Кайлярска каза, живеят 635 турци.

### В Гърция
През Балканската война в селото влизат гръцки части, а след Междусъюзническата война Кузлукьой попада в Гърция. Боривое Милоевич пише в 1921 година („Южна Македония“), че Козлу-кей (Козлу-кеj) има 100 къщи турци. В 1924 година след гръцката катастрофа в Гръцко-турската война турското население се изселва от Козлукьой и в селото са заселени гърци бежанци от Турция. В 1928 година селото е чисто бежанско и има 167 бежански семейства с 624 души. В 1927 година селото е прекръстено на Кариохорион, в превод орехово село, каквото означава и Кузлукьой на турски.
В документ на гръцките училищни власти от 1 декември 1941 година се посочва, че в Козлукьой живеят 150 бежански семейства.
Традиционно населението се занимава с отглеждане на жито и със скотовъдство.
| Име   | Име     | Ново име | Ново име | Описание                                    |
| ----- | ------- | -------- | -------- | ------------------------------------------- |
| Баири | Μπαΐρια | Ипсомата | Ύψώματα  | връх в Каракамен на СИ от Козлукьой (862 m) |

| Година    | 1913 | 1920 | 1928 | 1940 | 1951 | 1961 | 1971 | 1981 | 1991 | 2001 | 2011 | 2021 |
| --------- | ---- | ---- | ---- | ---- | ---- | ---- | ---- | ---- | ---- | ---- | ---- | ---- |
| Население | 777  | 704  | 634  | 788  | 725  | 798  | 667  | 678  | 634  | 597  | 431  | 349  |